# Jesuit Forum for Social Faith and Justice
Jezuitské fórum pro sociální důvěru a spravedlnost se nachází v Torontu. Je to místo, kde se lidé a skupiny scházejí za účelem rozhovorů a aktivit v zájmu sociální spravedlnosti. Bylo založeno jezuity Michalem Czernym a Jimem Webbem v roce 1979.  Spolupracovalo s Jamie Swiftem na výzkumu a publikování sociálních analýz v Kanadě. Nachází se na Loretto College, je součást St. Michael's College na Torontské univerzitě.